# 케이티 라이트
케이티 라이트(Katie Wright, 1981년 12월 25일 ~ )는 미국의 배우, 텔레비전 배우, 영화배우이다.
캔자스시티에서 태어났다.

## 영화
- 다크 엔젤 2 (2000년) - 사라 역
- 크레이지 핸드 (1999년)
- 헤어셔츠 (1998년)
- 웬 프렌드쉽 킬스 (1996년)
- 케빈은 12살 (1988년)